# Bisbat de Banja Luka
La diòcesi de Banja Luka (en bosnià: Banjalučka biskupija, en croat: Banjalučka biskupija, en llatí: Dioecesis Bania Lucensis) és una seu de l'Església catòlica a Bòsnia i Herzegovina, sufragània de l'arquebisbat de Sarajevo. Al 2018 tenia 30.151 batejats d'un total de 836.000 habitants. Actualment està regida pel bisbe Franjo Komarica.

## Territori
La diòcesi comprèn la part occidental de Bòsnia.
La seu episcopal és la ciutat de Banja Luka, on es troba la catedral de Sant Bonaventura.
El territori s'estén sobre 16.457 km² i està dividit en 48 parròquies.

## Història
La diòcesi de Banjaluka va ser erigida el 5 de juliol de 1881 mitjançant la butlla Ex hac augusta del papa Lleó XIII, prenent el territori de l'arquebisbat de Sarajevo i esdevenint-ne sufragània.
El 31 de desembre de 1985 adoptà el nom actual, amb la grafia separada.
Després de les guerres dels anys 90, la diòcesi va perdre més de la meitat de la seva població, i gairebé en proporció de batejats catòlics.

## Episcopologi
- Marijan Marković, O.F.M. † (27 de març de 1884 - 20 de juny de 1912 mort)
- Josip Stjepan Garić, O.F.M. † (14 de desembre de 1912 - 30 de juny de 1946 mort)
- Dragutin Čelik † (15 de desembre de 1951 - 11 d'agost de 1958 mort)
- Alfred Pichler † (22 de juliol de 1959 - 15 de maig de 1989 jubilat)
- Franjo Komarica, des del 15 de maig de 1989

## Demografia
A finals del 2018 la diòcesi tenia 30.151 batejats sobre una població de 836.000 persones, equivalent al 3,6% del total.
| any  | població | població  | població | sacerdots | sacerdots       | sacerdots       | sacerdots             | diaques | religiosos | religiosos | Parròquies |
| ---- | -------- | --------- | -------- | --------- | --------------- | --------------- | --------------------- | ------- | ---------- | ---------- | ---------- |
| any  | batejats | total     | %        | total     | clergat secular | clergat regular | batejats por sacerdot | diaques | homes      | dones      |            |
| 1950 | 180.000  | 620.000   | 29,0     | 101       | 30              | 71              | 1.782                 |         | 4          | 310        | 50         |
| 1959 | 120.000  | 650.000   | 18,5     | 63        | 18              | 45              | 1.904                 |         | 22         | 108        | 37         |
| 1969 | 104.448  | 382.859   | 27,3     | 51        | 27              | 24              | 2.048                 |         | 29         | 133        | 36         |
| 1980 | 128.832  | 1.274.600 | 10,1     | 82        | 28              | 54              | 1.571                 |         | 56         | 154        | 44         |
| 1990 | 91.664   | 1.143.000 | 8,0      | 87        | 28              | 59              | 1.053                 |         | 62         | 147        | 50         |
| 1999 | 49.800   | 550.000   | 9,1      | 60        | 15              | 45              | 830                   |         | 46         | 56         | 47         |
| 2000 | 55.400   | 550.000   | 10,1     | 66        | 21              | 45              | 839                   |         | 46         | 53         | 47         |
| 2001 | 51.700   | 550.000   | 9,4      | 69        | 21              | 48              | 749                   |         | 49         | 62         | 47         |
| 2002 | 45.213   | 560.000   | 8,1      | 73        | 22              | 51              | 619                   |         | 52         | 76         | 47         |
| 2003 | 41.961   | 560.000   | 7,5      | 78        | 23              | 55              | 537                   |         | 56         | 79         | 47         |
| 2004 | 41.113   | 550.000   | 7,5      | 74        | 23              | 51              | 555                   |         | 51         | 79         | 47         |
| 2006 | 39.792   | 550.000   | 7,2      | 68        | 20              | 48              | 585                   |         | 48         | 93         | 48         |
| 2012 | 36.520   | 550.350   | 6,6      | 63        | 21              | 42              | 579                   |         | 49         | 91         | 48         |
| 2015 | 34.361   | 540.000   | 6,4      | 67        | 26              | 41              | 512                   |         | 42         | 97         | 48         |
| 2018 | 30.151   | 836.000   | 3,6      | 69        | 23              | 46              | 436                   |         | 47         | 88         | 48         |